# Tali Ploskovová
Tali Ploskovová (nepřechýleně Tali Ploskov, hebrejsky טלי פלוסקוב‎; * 30. července 1962 Bălți) je izraelská politička; poslankyně Knesetu za stranu Kulanu.

## Biografie
Narodila se ve městě Bălți v Sovětském svazu (v nynějším Moldavsku). V roce 1991 přesídlila do Izraele. Žije ve městě Arad. V roce 2003 vstoupila do politiky, když usedla do zastupitelstva Aradu, od roku 2010 je starostkou tohoto města (jako vůbec první žena z řad sovětských přistěhovalců, která usedla na starostenský post v Izraeli). Post starostky obhájila v roce 2014. Původně byla členkou strany Jisra'el bejtenu.
Ve volbách v roce 2015 byla zvolena do Knesetu za stranu Kulanu.